# Wim Bolten
Willem Victor (Wim) Bolten (Amsterdam, 23 april 1901 – Den Haag, 19 december 1971) was een Nederlandse atleet, die zowel op de 400 m, de 400 m horden als de 800 m naam maakte.

## Loopbaan
Bolten, die lid was van de Amsterdamse atletiekvereniging AV ’23, werd in 1924 uitgezonden naar de Olympische Spelen in Parijs, waar hij uitkwam op de 400 m. Hij werd derde in zijn serie en was hiermee uitgeschakeld. Opmerkelijk was dat zijn zuster Ada Bolten als zwemster eveneens deel uitmaakte van de Nederlandse olympische ploeg.
Wim Bolten veroverde gedurende zijn atletiekloopbaan vier nationale titels. In het olympische jaar werd hij kampioen op de 800 m, welke prestatie hij in 1926 herhaalde. In de jaren 1927 en 1928 behaalde hij vervolgens de nationale titel op de 400 m horden.
Bolten was in het dagelijks leven vertegenwoordiger in tabaksartikelen.

## Nederlandse kampioenschappen
| Onderdeel    | Jaar       |
| ------------ | ---------- |
| 800 m        | 1924, 1926 |
| 400 m horden | 1927, 1928 |